# Kościół św. Józefa Oblubieńca Najświętszej Maryi Panny w Wąsoszu
Kościół świętego Józefa Oblubieńca Najświętszej Maryi Panny – rzymskokatolicki kościół parafialny należący do dekanatu Góra wschód archidiecezji wrocławskiej.
W dniu 21 czerwca 1892 roku został wmurowany kamień węgielny pod nowy kościół parafialny. Robotay budowlane były prowadzone pod kierunkiem mistrza Nieke. W dniu 10 października 1894 roku świątynia została konsekrowana. 

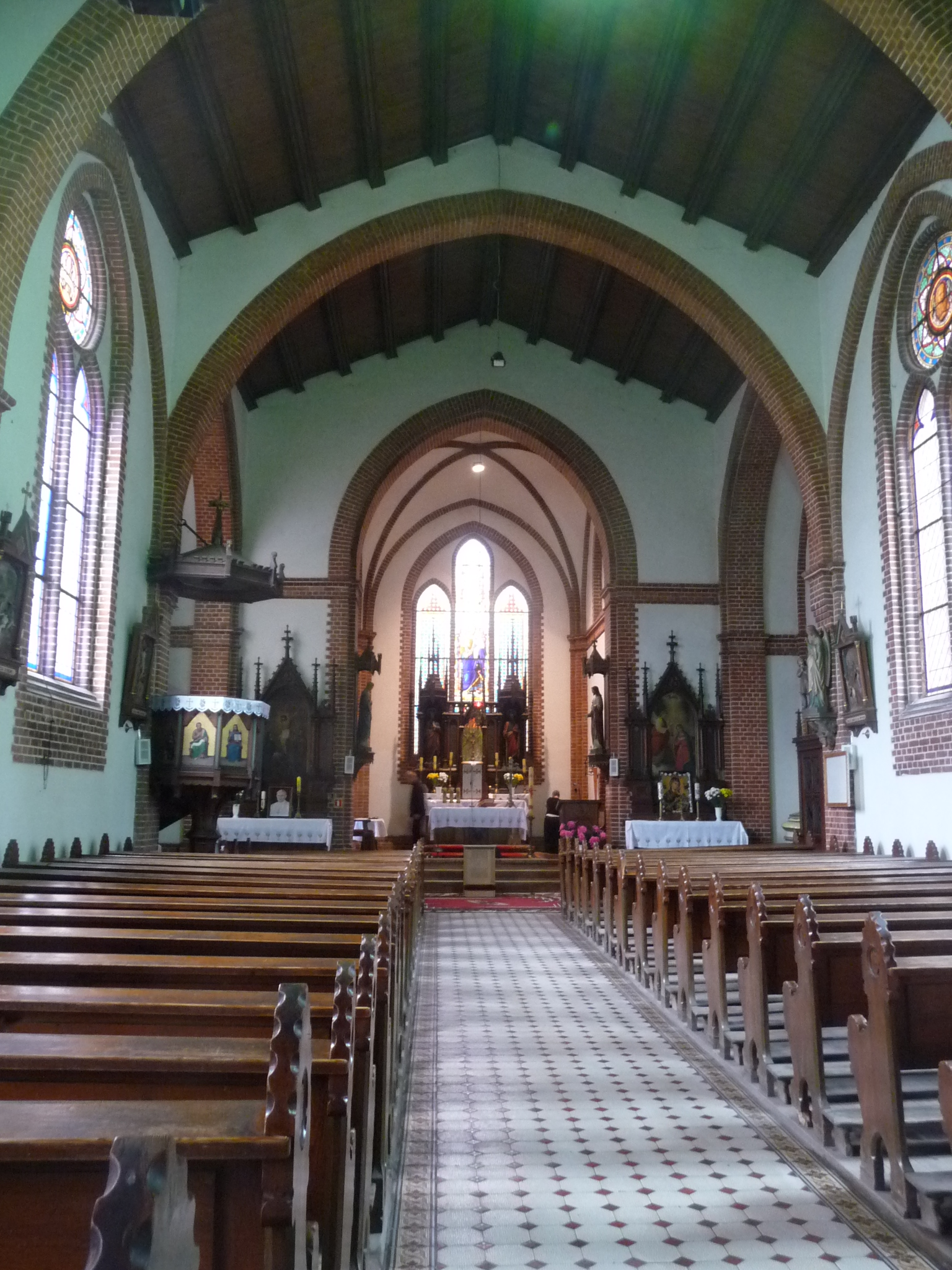
Wnętrze świątyni

Jest to budowla reprezentująca styl neogotycki. Wybudowano ją na planie wydłużonego prostokąta. Kościół posiada jedną nawę i pozorny transept, jego mur został wzniesiony z czerwonej cegły licówki, cokół został wykonany z kamienia i jest oskarpowany. Gzyms jest wieńczący, otwory są zamknięte ostrołukiem, w prezbiterium posiadają laskowania. Nawa nakryta jest dachem dwuspadowym, prezbiterium i transept są nakryte dachem trzyspadowym i pokrytym blachą. Od strony zachodniej znajduje się strzelista, wieża na planie kwadratu o trzech kondygnacjach i nakryta hełmem stożkowym. Do wieży są dobudowane kruchty. Na pierwszej kondygnacji wieży, powyżej wejścia jest umieszczona figura Chrystusa. Drzwi są drewniane i posiadają ozdobne okucia. Czteroprzęsłowa nawa nakryta jest wewnątrz stropem podwieszonym z fazowanymi malowanymi belkami. Prezbiterium nakryte jest sklepieniem krzyżowo-żebrowym opartym na gurtach. Łuk tęczowy jest ostry. Zakrystia nakryta jest stropem drewnianym w jodełkę. Wnętrze świątyni posiada wyposażenie w stylu neogotyckim. W tym stylu zostały zbudowane zarówno ołtarze, ambona jak i inne elementy. Nad wejściem znajduje się drewniany chór z organami. W oknach są umieszczone misterne witraże ozdobione postaciami świętych.